# Terry Gibbs
Terry Gibbs (* 13. října 1924 New York) je americký jazzový vibrafonista. Během druhé světové války strávil tři roky v americké armádě. V roce 1946 hrál s Tommym Dorseyem. Během své kariéry vydal řadu alb jako leader a spolupracoval s mnoha dalšími hudebníky, mezi které patří Stan Getz, Oscar Pettiford, Chubby Jackson, Buddy Rich, Woody Herman nebo Leonard Cohen. V roce 2003 vydal autobiografii Good Vibes: A Life in Jazz.